# Liste der Schutzgebiete im Bodenseekreis
Die Liste der Schutzgebiete im Bodenseekreis enthält die Statistik aller Schutzgebiete – Natur- und Landschaftsschutzgebiete, FFH- und SPA-Gebiete, Bann- und Schonwälder sowie Naturdenkmale – im baden-württembergischen Bodenseekreis in Deutschland.

## Geographische Lage
Der rund 665 Quadratkilometer große Bodenseekreis erstreckt sich entlang des Nordufers des Bodensees mit dem anschließenden Oberschwäbischen Hügelland, das im Osten in das Westallgäuer Hügelland übergeht. Er grenzt im Norden an die Landkreise Sigmaringen und Ravensburg, im Osten an den bayerischen Landkreis Lindau, im Süden bildet der Bodensee die natürliche Grenze zur Schweiz (Kantone Thurgau und St. Gallen) und zu Österreich (Vorarlberg), im Westen grenzt er an den Landkreis Konstanz.
Im Bodenseekreis sind (Stand: 19. Oktober 2011) 33 Naturschutzgebiete mit einer Gesamtfläche von 1.217,26 Hektar (ha) ausgewiesen; das entspricht einem Anteil von 1,83 Prozent an der Fläche des Kreises. Hinzu kommen 27 ausgewiesene Landschaftsschutzgebiete (9.114,64 ha; 13,71 %), elf FFH-Gebiete (3.900,78 ha; 5,87 %), drei Vogelschutzgebiete (882,98 ha), ein Bannwald (35,50 ha), zwei Schonwälder (137,80 ha) sowie insgesamt 175 Naturdenkmale (41,51 ha) und 4.508 Biotope.

## Erklärung
In den Tabellenköpfen der Listen werden folgende Überschriften und Abkürzungen verwendet:
- SG-Nr.: Schutzgebietsnummer gemäß der Landesanstalt für Umwelt, Messungen und Naturschutz Baden-Württemberg (LUBW)
- Name: offizieller Name des Schutzgebiets gemäß der LUBW
- Ort: Stadt, Gemeinde oder Ortsteil, die/der dem jeweiligen Schutzgebiet am nächsten liegt
- Größe: Fläche in Hektar (1 Hektar = 10.000 m²) des jeweiligen Schutzgebiets, gerundet auf eine Nachkommastelle
- Höhe: gibt die geographische Höhe bezogen auf Normalhöhennull an
- TK: gibt die Nummer/n der jeweiligen Topografischen Karte, in der das Schutzgebiet verzeichnet ist, an
- NR: gibt den Naturraum, in dem das Schutzgebiet liegt, an; „AD“ = Adelegg; „BB“ = Bodenseebecken; „HE“ = Hegau; „LI“ = Linzgau; „OH“ = Oberschwäbisches Hügelland; „WA“ = Westallgäuer Hügelland
- KO: Angabe der geographischen Koordinaten des jeweiligen Schutzgebiets; verlinkt, öffnet Karte
- Erfassung: Datum der jeweiligen Erfassung/Aufnahme in das entsprechende Schutzgebietsverzeichnis
- Bemerkung/en: Beschreibungen usw. zum jeweiligen Schutzgebiet
- Bild: Foto des jeweiligen Schutzgebiets

Alle angegebenen Daten mit Stand vom 19. Oktober 2011

## Schutzgebiete

### Naturschutzgebiete
Ein Naturschutzgebiet (NSG) ist ein streng geschütztes Gebiet. Die Definition von Naturschutzgebieten erfolgt in Deutschland durch oder auf Grundlage von Gesetzen. Umgangssprachlich bezeichnet der Begriff Naturschutzgebiet darüber hinaus alle Schutzgebiete in Natur- und Landschaftsschutz. Als Naturschutzgebiet werden häufig Gebiete ausgewiesen, welche für die Erhaltung der Tier- und Pflanzenwelt, oft auch für landschaftliche und erdkundliche Eigenarten von Bedeutung sind. Ziel ist es, Pflanzen- wie auch Tierarten in ihrem Verbreitungsgebiet unter Schutz zu stellen. Als Naturschutzgebiete werden auch Flächen ausgewiesen, wenn sie aus wissenschaftlichen oder naturgeschichtlichen Gründen, wegen ihrer Einzigartigkeit oder besonderen Schönheit als schützenswert gelten. Es handelt sich dabei oft um Biotope wie etwa Moorlandschaften, Heideflächen, Gebirgslandschaften oder Wälder. In Naturschutzgebieten ist die landwirtschaftliche Nutzung, das Verlassen der öffentlich gekennzeichneten Wege wie auch das Entfachen von Feuer meistens untersagt.
Im Bodenseekreis sind 33 Naturschutzgebiete mit einer Gesamtfläche von rund 1.217 Hektar ausgewiesen; das entspricht einem Anteil von 1,83 Prozent der Fläche des Kreises.
Die folgende, sortierbare Liste führt alle Naturschutzgebiete des Bodenseekreises; Namen und Nummern entsprechen den amtlichen Bezeichnungen, die Schutzgebietsnummer ergibt sich aus dem Regierungsbezirk (4 = Regierungsbezirk Tübingen) und einer fortlaufenden Nummer innerhalb des Bezirks.
| SG-Nr. | Name                      | Ort/e                                  | Größe                    | Höhe    | TK             | NR    | KO         | Erfassung  | Bemerkung/en | Bild |
| ------ | ------------------------- | -------------------------------------- | ------------------------ | ------- | -------------- | ----- | ---------- | ---------- | --- | ---- |
| 4.057  | Aachtobel                 | Frickingen Owingen Überlingen          | 72,0                     | 520–607 | 8121           | BB    | 53.1136015 | 24.03.1939 | eines der ältesten Naturschutzgebiete Deutschlands; wird von der Linzer Aach durchflossen                                                                                                |      |
| 4.093  | Altweiherwiese            | Oberteuringen                          | 78,3                     | 450     | 8222 8223      | OH    | 53.1136015 | 16.11.1981 | in früheren Literaturquellen auch als „Teuringer Moos“ oder „Altweihermoor“ bezeichnet                                                                                                   |      |
| 4.282  | Argen                     | Kressbronn Neukirch Tettnang           | 296,3 FN: 234,8 RV: 61,5 | 395–496 | 8323 8324 8423 | BB WA | 53.1136015 | 16.12.1997 | Teil des Gebiets im Landkreis Ravensburg; drittgrößter Zufluss des Bodensees |      |
| 4.071  | Auweiher                  | Neukirch                               | 7,3 FN: 3,1 RV: 4,2      | 530     | 8324           | WA    | 53.1136015 | 21.12.1973 | Teil des Gebiets im Landkreis Ravensburg; NSG wird nach Westen von der Schwarzach durchflossen                                                                                           |      |
| 4.315  | Berger Weiher             | Kressbronn-Berg                        | 19,0                     | 450     | 8323           | WA    | 53.1136015 | 18.05.2007 | Kalkflachmoorkomplexes in der Talsenke eines ehemaligen Weihers |      |
| 4.206  | Birkenweiher              | Tettnang                               | 12,9                     | 510     | 8323           | WA    | 53.1136015 | 20.07.1992 | Kleinseggenried, das zahlreichen seltenen und geschützten Tier- und Pflanzenarten Lebensraum bietet                                                                                      |      |
| 4.219  | Buchbach                  | Neukirch Tettnang                      | 7,1                      | 490     | 8323           | WA    | 53.1136015 | 20.03.1993 | Ökosystem mit naturnahen Kreuzweiherbach, Pfeifengras- und Feuchtwiesen, Tümpel und Hangquellmoor                                                                                        |      |
| 4.259  | Ebersberger Weiher        | Neukirch                               | 25,8 FN: 23,7 RV: 2,1    | 550     | 8324           | WA    | 53.1136015 | 26.04.1995 | Teil des Gebiets im Landkreis Ravensburg; reich strukturiertes Ökosystem aus einem Weiher, zwei verlandeten Weihern mit Feuchtwiesenflora, Streuwiesen und Pfeifengrasstreuwiesen        |      |
| 4.020  | Eriskircher Ried          | Eriskirch Friedrichshafen              | 552,0                    | 395–400 | 8322 8323      | BB    | 53.1136015 | 08.07.1939 | größtes Naturschutzgebiet am nördlichen Ufer des Bodensees, zwischen der Rotach- und der Schussenmündung                                                                                 |      |
| 4.210  | Gemsenweiher              | Neukirch                               | 11,6                     | 560     | 8324           | WA    | 53.1136015 | 01.10.1992 | ehemaliger Weiher, der sich zu einem Flachmoor mit Streuwiesen entwickelt hat |      |
| 4.114  | Hepbacher-Leimbacher Ried | Friedrichshafen Markdorf Oberteuringen | 46,5                     | 440     | 8222 8322      | BB    | 53.1136015 | 07.12.1983 | Rest eines Niedermoorkomplexes, Quellgebiet der Brunnisach; anschließendes Landschaftsschutzgebiet                                                                                       |      |
| 4.238  | Hirrensee                 | Tettnang                               | 16,3                     | 510     | 8323           | WA    | 53.1136015 | 20.02.1994 | reich strukturiertes Ökosystem mit Flachmoor, Pfeifengrasstreu- und Streuobstwiesen |      |
| 4.054  | Hödinger Tobel            | Sipplingen Überlingen                  | 27,7                     | 530     | 8220           | BB    | 53.1136015 | 21.10.1938 | Erosionstobel im Überlinger Molassegebiet; eines der ältesten Naturschutzgebiete Deutschlands.                                                                                           |      |
| 4.247  | Hüttensee                 | Neukirch                               | 17,4                     | 550     | 8324           | WA    | 53.1136015 | 20.10.1994 | natürlich entstandener See mit breitem Verlandungsgürtel und Schwimmblattgesellschaften, nährstoffarme Flach- und Hangquellmoorbereichen                                                 |      |
| 4.224  | Hüttenwiesen              | Neukirch                               | 7,8                      | 540     | 8324           | WA    | 53.1136015 | 30.07.1993 | reich strukturiertes Ökosystem mit nährstoffarmen Hangquellmooren, Feucht- und Nasswiesen                                                                                                |      |
| 4.211  | Igelsee                   | Neukirch                               | 16,9                     | 545     | 8324           | WA    | 53.1136015 | 01.10.1992 | Flach- und Hangquellmoor |      |
| 4.119  | Jägerweiher               | Neukirch                               | 6,2                      | 560     | 8324           | WA    | 53.1136015 | 15.05.1990 | Weiher, mit breiten, floristisch wertvollen Verlandungszonen, Streuwiesen und Waldsaum                                                                                                   |      |
| 4.154  | Katharinenfelsen          | Überlingen                             | 3,9                      | 420     | 8220           | BB    | 53.1136015 | 16.02.1989 | einzigartige Landschaftsstruktur mit Felsformationen und Gletschertopf |      |
| 4.268  | Knellesberger Moos        | Meckenbeuren Tettnang                  | 39,4 FN: 32,0 RV: 7,4    | 519–541 | 8223 8323      | WA    | 53.1136015 | 28.08.1996 | Teil des Gebiets im Landkreis Ravensburg; weites Wiesental mit fast durchgängig frei mäandrierender Schwarzach                                                                           |      |
| 4.152  | Köstenerberg              | Sipplingen                             | 15,5                     | 400–530 | 8120           | BB    | 53.1136015 | 16.02.1989 | Weißseggen-Buchenwald und Geißklee-Föhrenwald, Halbtrockenrasen und Streuobstbestände mit äußerst vielfältiger und naturnaher Vegetation                                                 |      |
| 4.070  | Kreuzweiher-Langensee     | Neukirch                               | 74,9                     | 540     | 8324           | WA    | 53.1136015 | 21.12.1973 | reich strukturiertes Ökosystem, aus den beiden Weihern Kreuzweiher und Langensee bestehend                                                                                               |      |
| 4.102  | Lipbachmündung            | Friedrichshafen Immenstaad             | 15,7                     | 396     | 8322           | BB    | 53.1136015 | 17.12.1982 | Gehölzbestand sowie Uferzone des Bodensees und der vorgelagerten Flachwasserzone |      |
| 4.227  | Lipbachsenke              | Friedrichshafen Immenstaad             | 29,0                     | 430     | 8322           | BB    | 53.1136015 | 25.08.1993 | weitgehend natürliche Bachaue des meist frei mäandernden Lipbachs mit anschließendem Sumpfwald, Wald- und Gehölzsaum sowie Lehmgrubengewässern („Heger Weiher“)                          |      |
| 4.232  | Loderhof-Weiher           | Tettnang                               | 10,4                     | 500     | 8323           | WA    | 53.1136015 | 24.11.1993 | Ökosystem aus Pfeifengrasstreu-, Nass- und Feuchtwiesen, Grünlandflächen, Einzelbaumbeständen und Gehölzstrukturen, feuchter Waldlichtung, Hangquellmoorbereich und Verlandungsflachmoor |      |
| 4.196  | Markdorfer Eisweiher      | Markdorf                               | 12,3                     | 430     | 8222           | BB    | 53.1136015 | 11.02.1992 | Rest eines Niedermoorkomplexes als Lebensraum seltener, zum Teil vom Aussterben bedrohter Tier- und Pflanzenarten                                                                        |      |
| 4.220  | Matzenhauser Mahlweiher   | Tettnang                               | 9,2                      | 500     | 8323           | WA    | 53.1136015 | 01.04.1993 | reich strukturiertes Ökosystem, bestehend aus Hangquellmoor, Pfeifengrasstreu-, Feuchtwiesen und bewaldeter Endmoräne                                                                    |      |
| 4.310  | Schachried                | Kressbronn Tettnang                    | 11,0                     | 480     | 8323           | WA    | 53.1136015 | 15.02.2005 | Niedermoorbereiche von gemeinschaftlicher Bedeutung |      |
| 4.316  | Schönmoos                 | Kressbronn                             | 10,0                     | 460     | 8323           | WA    | 53.1136015 | 18.05.2007 | Flachmoorkomplexes mit verschiedenen Biotoptypen und Artenzusammensetzungen |      |
| 4.208  | Schwarzer Graben          | Salem                                  | 27,9                     | 445     | 8221           | BB    | 53.1136015 | 24.07.1992 | Feuchtwiesen als Brut-, Nahrungs- und Rastplatz für Wiesenbrüter und durchziehende Vogelarten                                                                                            |      |
| 4.059  | Seefelder Aachmündung     | Uhldingen-Mühlhofen                    | 54,7                     | 398     | 8221           | BB    | 53.1136015 | 05.11.1940 | einzigartiger Mündungsbereich in den Bodensee mit ausgedehnten Riedflächen, einer Flachwasserzone, der Hochstaudenflur, den Schilfflächen und den Altwassern der Linzer Aach             |      |
| 4.153  | Sipplinger Dreieck        | Sipplingen                             | 15,0                     | 400–528 | 8220           | BB    | 53.1136015 | 16.02.1989 | äußerst naturnahe und vielfältige Vegetationseinheiten |      |
| 4.055  | Spetzgarter Tobel         | Überlingen                             | 15,0                     | 400–528 | 8220           | BB    | 53.1136015 | 29.10.1938 | durch den Killbach bis zu 65 Meter tief eingeschnittene Erosionsschlucht (Tobel) in der „Sipplinger Molasselandschaft“                                                                   |      |
| 4.025  | Wasenmoos                 | Tettnang                               | 26,7                     | 465     | 8223 8323      | BB OH | 53.1136015 | 18.10.1939 | Flach- und Übergangsmoor auf einer würmeiszeitlichen Talwasserscheide, größtenteils abgetorft, mit Birken-Bruchwald                                                                      |      |

### Landschaftsschutzgebiete
Das Landschaftsschutzgebiet (LSG) gehört in Deutschland zu den Möglichkeiten des gebietsbezogenen Naturschutzes, den das Bundesnaturschutzgesetz (BNatSchG) bereitstellt. Welche Flächen als Landschaftsschutzgebiet ausgewiesen werden können, bestimmen die Bundesländer. Sie legen auch fest, in welcher Form die Landschaftsschutzgebiete gekennzeichnet werden.
Paragraph 26 des BNatSchG legt fest, dass Landschaftsschutzgebiete der Erhaltung und Entwicklung der Natur dienen sollen, Beeinträchtigungen des Naturhaushaltes beseitigt werden sollen und die Leistungs- und Funktionsfähigkeit wiederhergestellt werden. Dies geschieht wegen der Vielfalt und Eigenart der Landschaft, ihrer kulturhistorischen Bedeutung oder ihrer besonderen Bedeutung für die Erholung.
Im Bodenseekreis sind 27 Landschaftsschutzgebiete mit einer Gesamtfläche von 9.114,64 Hektar ausgewiesen; das entspricht einem Anteil von 13,71 Prozent der Fläche des Kreises.
Die folgende, sortierbare Liste führt alle Landschaftsschutzgebiete des Bodenseekreises; Namen und Nummern entsprechen den amtlichen Bezeichnungen, die Schutzgebietsnummer ergibt sich aus dem Regierungsbezirk (4 = Regierungsbezirk Tübingen) und einer fortlaufenden Nummer innerhalb des Bezirks.
| SG-Nr.                | Name | Ort/e                                                                                                  | Größe                | Höhe    | TK                  | NR    | KO         | Erfassung  | Bemerkung/en | Bild |
| --------------------- | --- | --- | -------------------- | ------- | ------------------- | ----- | ---------- | ---------- | --- | ---- |
| 4.35.003              | Altweiherwiese und Taldorfer Bach | Oberteuringen                                                                                          | 76,0                 | 450–498 | 8222                | OH    | 53.1136015 | 31.03.1952 | geologisch bedeutsame Schmelzwasserrinne des Würm-Spätglazials; Talabschnitt der Ur-Argen |      |
| 4.35.002              | Argenaue Reutenen | Langenargen                                                                                            | 11,0                 | 400     | 8423                | BB    | 53.1136015 | 31.07.1985 | vorgeschichtliches Flussbett im Bereich der Argenaue mit Baumgruppen und Streuwiesen |      |
| 4.35.031              | Bodenseeufer | Daisendorf, Hagnau, Immenstaad, Meersburg, Salem, Sipplingen, Stetten, Überlingen, Uhldingen-Mühlhofen | 3.765,0              |         | 8220 8221 8321 8322 | BB LI |            | 15.09.1982 | 19 Teilgebiete; abwechslungsreiche Bodenseeuferlandschaft von überregionaler Bedeutung und mit hohem Erholungswert                                                                                  |      |
| 4.35.028              | Drumlin Biblis | Überlingen                                                                                             | 15,0                 | 614     | 8120                | LI    | 53.1136015 | 18.07.1938 | durch die Eiszeit geschaffener eindrucksvoller Drumlin |      |
| 4.35.029              | Drumlin „Im Hasenbühl“ und „Gegez“ | Owingen                                                                                                | 18,0                 | 530–576 | 8120                | LI    | 53.1136015 | 18.07.1938 | durch die Eiszeit geschaffene eindrucksvolle Hügellandschaft in der jüngeren kuppigen Schmelzwasserlandschaft                                                                                       |      |
| 4.35.038              | Eisrandformen zwischen Rebholz und Knellesberg                                                                                        | Meckenbeuren                                                                                           | 279,0                | 448–529 | 8223                |       | 53.1136015 | 19.07.1996 | würmeiszeitliche Eisrandformen mit Seitenmoränen, Endmoränen und Auslauf in die Schussenniederung                                                                                                   |      |
| 4.35.040              | Eiszeitliche Ränder des Argentals mit Argenaue                                                                                        | Kressbronn Langenargen Neukirch Tettnang                                                               | 1.621,0              | 400–575 | 8323 8324 8423      | BB    | 53.1136015 | 16.12.1997 | geologische Einheit des Urstromtals der Argen. |      |
| 4.35.018              | Endmoränenkegel Ebersberg mit Mahlweiher                                                                                              | Neukirch                                                                                               | 5,0                  | 583     | 8324                | WA    | 53.1136015 | 10.09.1954 | schlanker Rundkegel aus der Stillstandslage des Rheingletschers |      |
| 4.35.017              | Endmoränenlage "Höhe 585,1" zwischen Gunzenweiler und Litzelmannshof                                                                  | Neukirch                                                                                               | 21,0                 | 550–585 | 8324                | WA    | 53.1136015 | 10.09.1954 | schlanker Rundkegel aus der Stillstandslage des Rheingletschers mit landschaftlicher Schönheit und Eigenart                                                                                         |      |
| 4.35.008              | Endmoränenwall und Flachmoor nördlich Rappertsweiler                                                                                  | Tettnang                                                                                               | 37,0                 | 500–551 | 8323 8324           | WA    | 53.1136015 | 10.09.1954 | ein von Endmoränenwällen eingerahmtes, schilfbewachsenes Flachmoor |      |
| 4.35.041              | Haldenberg | Friedrichshafen                                                                                        | 105,0                | 450–479 | 8222 8223 8322 8323 | BB    | 53.1136015 | 26.11.2001 | markanter, von weit her sichtbarer, das Landschaftsbild prägende Drumlin mit der als Kulturdenkmal geschützten Haldenbergkapelle, Wiesen, Streuobstbereichen, Gehölzstrukturen, Äckern, Obstanlagen |      |
| 4.35.027              | Heiligenberg | Frickingen Heiligenberg                                                                                | 202,0                | 756     | 8121                | LI    | 53.1136015 | 18.02.1938 | Höhenzug vom 'Alten Wachberg' über den 'Schlossberg' zum 'Nagelstein' mit Molassesporn und rißeiszeitlicher Bedeckung                                                                               |      |
| 4.35.033              | Hepbacher-Leimbacher Ried | Friedrichshafen Markdorf Oberteuringen                                                                 | 66,9                 | 437     | 8222                | LI    | 53.1136015 | 07.12.1983 | zwei Teilflächen; das LSG dient der Vermeidung nachteiliger Einflüsse auf das gleichnamige NSG |      |
| 4.35.032              | Höchsten | Deggenhausertal                                                                                        | 7,0                  | 801     | 8122                | LI    | 53.1136015 | 10.04.1938 | ein die Landschaft bestimmender Höhenzug mit hervorragender Aussicht |      |
| 4.35.023              | Höhe 493,8 südlich Tettnang bei Schäferhof                                                                                            | Tettnang                                                                                               | 7,1                  | 494     | 8323                | WA    | 53.1136015 | 24.12.1954 | Schmelzwasserkuppe von geologischer Bedeutung aus der Zeit des Spätglazials des Rheingletschers als einziger einsamer Hügel auf der tischartig ebenen Terrasse der Tettnanger Schotterfläche        |      |
| 4.35.039 und 4.36.073 | Knellesberger Moos | Meckenbeuren Tettnang                                                                                  | 22,0 FN: 14,4 RV:7,6 | 519–541 | 8223                | WA    | 53.1136015 | 28.08.1996 | Teil des Gebiets im Landkreis Ravensburg; zwei Teilflächen Ergänzungsraum und Pufferzone für das gleichnamige NSG                                                                                   |      |
| 4.35.037              | Lipbachsenke | Friedrichshafen Immenstaad                                                                             | 25,0                 | 430     | 8322                | BB    | 53.1136015 | 25.08.1993 | weitgehend natürliche Bachaue des meist frei mäandernden Lipbachs mit anschließendem Sumpfwald, Wald- und Gehölzsaum sowie Lehmgrubengewässern                                                      |      |
| 4.35.036              | Lippertsreuter Umland | Salem Überlingen                                                                                       | 527,0                | 470–559 | 8121                | LI    | 53.1136015 | 23.12.1993 | vom Würmgletscher und dessen Schmelzwassern ausgebildete Landschaft mit Eisrandlagen, Erosionsrändern, reizvollen Tobeln sowie naturnahen Bach- und Flussläufen                                     |      |
| 4.35.035              | Markdorfer Eisweiher | Markdorf                                                                                               | 16,3                 | 428–435 | 8222                | LI    | 53.1136015 | 11.02.1992 | die Randbereiche des gleichnamigen NSG dienen zur Vermeidung nachteiliger Einflüsse auf das NSG |      |
| 4.35.030              | Salem-Killenweiher | Salem                                                                                                  | 550,0                |         | 8221                | LI    | 53.1136015 | 17.09.1951 | Salemer Schlossbezirk mit Leopoldshöhe, Scheuerbuch, Krankenhalde, Wacholderbühl, Kirchberghölzle, Forsterhof, Spitznagelhof, Markgräfinweiher, Martinsweiher und den Killenweiher                  |      |
| 4.35.022              | Sand- bzw. Baggergruben nördlich und westlich des Bierkellers                                                                         | Langenargen                                                                                            | 15,0                 |         | 8323                | BB    | 53.1136015 | 24.12.1954 | Landschaft mit geologischen Aufschlüssen, auch aus Gründen des Fremdenverkehrs von wirtschaftlicher Bedeutung                                                                                       |      |
| 4.35.034              | Seenplatte und Hügelland südlich der Argen und Nonnenbachtal                                                                          | Kressbronn Tettnang                                                                                    | 968,0                |         | 8323 8324           | BB WA | ·          | 19.06.1986 | zwei Teilflächen; Kuppenlandschaft mit eingelagerten Seen, Bachtälern und bewaldeten Hügeln in ihrer landschaftlichen Vielfalt und noch in großer Zahl vorhandene naturnahe Biotope                 |      |
| 4.35.026              | Spätwürmeiszeitliche Terrassen zwischen Burnau, Prestenberg, Vorderreute, Buch und Krumbach                                           | Tettnang                                                                                               | 23,0                 | 527     |                     | OH    | 53.1136015 | 25.01.1963 | flussgeschichtlich bedeutsame spätwürmeiszeitliche Terrassen |      |
| 4.35.005              | Steilrand und Schotterfeld des Argentals südlich der Kochermühle                                                                      | Kressbronn                                                                                             | 13,0                 | 410     |                     | BB    | 53.1136015 | 10.09.1954 | spätglaziale Argenterrasse, eingeschlossen vom LSG Eiszeitliche Ränder des Argentals mit Argenaue                                                                                                   |      |
| 4.35.021              | Tettnanger Wald mit Hochwacht, Krüntenbühl, Reichenbühl, Argenhardter Kopf, Schoos und Steilrand des Argentales an dem Schwandenbogen | Tettnang                                                                                               | 701,0                | 430–541 |                     | BB OH | 53.1136015 | 19.09.1954 | landschaftlich bedeutungsvolle Punkte von geologischer Bedeutung für die Geschichte des Spätglazials wie die Eisrandlagen der mittleren und oberen Tettnanger Stufe                                 |      |
| 4.35.001              | Württembergisches Bodenseeufer | Friedrichshafen Kressbronn Langenargen                                                                 | 35,3                 |         |                     | BB    | 53.1136015 | 13.09.1940 | drei Teilflächen; Naturstrand und Strandwald mit Schwarz-Pappel- und Eichenbeständen |      |
| 4.35.042              | Württembergisches Bodenseeufer - Neufassung Teilbereich Friedrichhafen-West                                                           | Friedrichshafen                                                                                        | 114,0                |         |                     | BB    | 53.1136015 | 26.02.2004 | |      |

### FFH-Gebiete
Die Fauna-Flora-Habitat-Richtlinie, kurz FFH- oder Habitatrichtlinie, ist eine 1992 beschlossene Naturschutz-Richtlinie der Europäischen Union. Sie dient gemeinsam mit der Vogelschutzrichtlinie im Wesentlichen der Umsetzung der Berner Konvention; eines ihrer wesentlichen Instrumente ist ein zusammenhängendes Netz von Schutzgebieten, das Natura 2000 genannt wird.
Die korrekte deutsche Bezeichnung der FFH-Richtlinie lautet Richtlinie 92/43/EWG des Rates vom 21. Mai 1992 zur Erhaltung der natürlichen Lebensräume sowie der wildlebenden Tiere und Pflanzen. Es wird in Deutschland jedoch fast ausschließlich die Bezeichnung FFH-Richtlinie benutzt, die sich von Fauna (= Tiere), Flora (= Pflanzen) und Habitat (= Lebensraum) ableitet.
Im Bodenseekreis sind elf FFH-Gebiete mit einer Gesamtfläche von 3.900,78 Hektar ausgewiesen; das entspricht einem Anteil von 5,87 Prozent der Fläche des Kreises.
Die folgende, sortierbare Liste führt alle FFH-Gebiete des Bodenseekreises. Namen und Nummern entsprechen den amtlichen Bezeichnungen.
| SG-Nr.    | Name                                           | Ort/e | Größe                      | Höhe    | TK                   | NR       | KO         | Erfassung  | Bemerkung/en | Bild |
| --------- | ---------------------------------------------- | --- | -------------------------- | ------- | -------------------- | -------- | ---------- | ---------- | --- | ---- |
| DE8323342 | Argen und Feuchtgebiete südlich Langnau        | Kressbronn Langenargen Neukirch Tettnang                                                                             | 508,5 FN: 416,4 RV: 91,1   | 394–564 | 8323 8324 8423       | BB WA    | 53.1136015 | 01.01.2005 | Teil des Gebiets im Landkreis Ravensburg; naturnahe, alpin beeinflusste Flusslandschaft der Argen mit angrenzenden bzw. nahegelegenen naturnahen Seen und Niedermoorkomplexen                 |      |
| DE8221341 | Bodensee Hinterland bei Überlingen             | Frickingen Owingen, Salem Überlingen Uhldingen-Mühlhofen                                                             | 316,9                      | 411–674 | 8120 8121 8221       | BB HE OH | 53.1136015 | 01.01.2005 | eiszeitlich geprägte Landschaft mit tief eingeschnittenen Tobeln, naturnahen Fließgewässern, Wiesen und Weihern                                                                               |      |
| DE8221342 | Bodenseehinterland zwischen Salem und Markdorf | Bermatingen, Daisendorf, Friedrichshafen, Immenstaad, Markdorf, Meersburg, Oberteuringen, Salem, Uhldingen-Mühlhofen | 404,6                      | 401–563 | 8221 8222 8322       | BB LI    | 53.1136015 | 01.01.2005 | Weiher, Moore und Wälder im Hinterland des Bodensees |      |
| DE8322341 | Bodenseeufer westlich Friedrichshafen          | Friedrichshafen Hagnau Immenstaad Meersburg, Stetten                                                                 | 458,8 FN: 35,2             | 388–424 | 8321 8322            | BB       | 53.1136015 | 01.01.2005 | Flachwasser- und Uferzone des Bodensees |      |
| DE8423341 | Bodenseeuferlandschaft östlich Friedrichshafen | Eriskirch Friedrichshafen Kressbronn Langenargen                                                                     | 1363,4 FN: 808,9           | 391–463 | 8322 8323 8423       | BB       | 53.1136015 | 01.01.2005 | größte Flachwasserzone am Nordufer des Obersees mit Flussmündungen, Riedflächen, Pfeifengraswiesen und Wäldern                                                                                |      |
| DE8222341 | Deggenhauser Tal                               | Deggenhausertal Heiligenberg Markdorf Salem                                                                          | 811,9 FN: 806,1 SIG: 5,8   | 472–814 | 8121 8122 8222       | OH LI    | 53.1136015 | 01.01.2005 | Teil des Gebiets im Landkreis Sigmaringen; Talzug der Deggenhauser Aach mit Seitentälern, Talhängen, Randhöhen und vielgestaltigem Nutzungsmosaik                                             |      |
| DE8324341 | Moore und Weiher um Neukirch                   | Neukirch Tettnang | 240,0 FN: 201,7 RV: 38,3   | 478–580 | 8224 8323 8324       | BB WA    | 53.1136015 | 01.01.2005 | Teil des Gebiets im Landkreis Ravensburg; Moore, Weiher und Seen in den Senken der Jungmöränenlandschaft um Neukirch, teils im Offenland, teils im Wald                                       |      |
| DE8222342 | Rotachtal Bodensee                             | Deggenhausertal Friedrichshafen Oberteuringen                                                                        | 466,2 FN: 173,0 RV: 293,2  |         |                      |          | 53.1136015 | 01.01.2005 | Teil des Gebiets im Landkreis Ravensburg; Tal der Rotach bis zur Mündung in den Bodensee mit tief eingeschnittenen Tobeln im Oberlauf, sowie Niedermoorgebiet, Altweiherwiese und Tongrube    |      |
| DE8323341 | Schussenbecken und Schmalegger Tobel           | Eriskirch Friedrichshafen Meckenbeuren Tettnang                                                                      | 904,8 FN: 204,3 RV: 700,5  | –       |                      | BB OH    | 53.1136015 | 01.01.2005 | Teil des Gebiets im Landkreis Ravensburg; zusammenhängendes Fließgewässersystem mit Gräben, naturnahen und ausgebauten Bächen                                                                 |      |
| DE8220342 | Überlinger See und Bodenseeuferlandschaft      | Meersburg Sipplingen Überlingen Uhldingen-Mühlhofen                                                                  | 3768,7 FN: 410,4 KN: 264,4 | –       |                      | BB HE    | 53.1136015 | 01.01.2005 | Teil des Gebiets im Landkreis Konstanz; Überlinger See und Überlinger Steiluferlandschaft, die in markanter Weise von der Flachwasserzone des Bodensees bis auf die Höhen über dem See reicht |      |
| DE8324343 | Untere Argen und Seitentäler                   | Neukirch | 982,8 FN: 3,1 RV: 978,9    | 496–737 | 8224/25 8226 8324/26 | AD WA    | 53.1136015 | 01.01.2005 | Teil des Gebiets im Landkreis Ravensburg; naturnahe, alpin beeinflusste Flusslandschaft mit hoher natürlicher Dynamik und tief eingeschnittenen Seitentälern.                                 |      |

### Vogelschutzgebiete
Als Europäisches Vogelschutzgebiet oder Special Protection Area (SPA) bezeichnet man Schutzgebiete, deren Grundlage 1979 im Artikel 4 (1) der Vogelschutzrichtlinie der Europäischen Union (EU) gelegt wurde. Diese Gebiete sind Teil des europaweiten Biotopverbunds Natura 2000. Das Konzept der Vogelschutzgebiete in ganz Europa dient besonders dem Schutz der Zugvögel, die auf Raststationen auf ihren Zugwegen angewiesen sind, um Nahrung zu suchen und um sich ausruhen zu können. Die Europäischen Vogelschutzgebiete unterliegen den Schutzkriterien der Fauna-Flora-Habitat-Richtlinie. Da die Umsetzungen seitens der EU-Mitgliedstaaten teils nur sehr langsam voranging, wurden von Naturschutzverbänden sogenannte Important Bird Areas benannt, die man zur Ausweisung als Europäische Vogelschutzgebiete vorschlug.
Im Bodenseekreis sind drei Europäische Vogelschutzgebiete mit einer Gesamtfläche von 882,98 Hektar ausgewiesen; das entspricht einem Anteil von 1,33 Prozent der Fläche des Kreises.
Die folgende, sortierbare Liste führt alle SPA-Gebiete des Bodenseekreises; Namen und Nummern entsprechen den amtlichen Bezeichnungen.
| SG-Nr.    | Name                         | Ort/e                                     | Größe                       | Höhe    | TK                  | NR    | KO         | Aufnahme   | Bemerkung/en | Bild |
| --------- | ---------------------------- | ----------------------------------------- | --------------------------- | ------- | ------------------- | ----- | ---------- | ---------- | --- | ---- |
| DE8323401 | Eriskircher Ried             | Eriskirch Friedrichshafen Langenargen     | 603,5                       | 395–401 | 8322 8323           | BB    | 53.1136015 | 20.11.2007 | Flachwasserzone, Riedflächen und Streuwiesen zwischen Schussen- und Rotachhmündung; Rastgebiet von internationaler Bedeutung, bedeutendes Brutgebiet der Kolbenente |      |
| DE8221401 | Salemer Klosterweiher        | Salem Uhldingen-Mühlhofen                 | 136,5                       | 409–460 | 8221                | BB    | 53.1136015 | 20.11.2007 | Mehrere räumlich benachbarte, bewirtschaftete Fischteiche mit Röhrichtbeständen; Rastgebiet nationaler Bedeutung                                                    |      |
| DE8220404 | Überlinger See des Bodensees | Sipplingen Überlingen Uhldingen-Mühlhofen | 2555,8 FN: 519,2 KN: 1108,1 | 395–689 | 8120 8220 8221 8321 | BB HE | 53.1136015 | 20.11.07   | Teil des Gebiets im Landkreis Konstanz; Bodenseeteil mit Steilufer, Flachwasserzonen, Auwaldresten und Tobel; Rastgebiet von internationaler Bedeutung.             |      |

### Bannwälder
Der Begriff Bannwald bedeutet allgemein ein als Ganzes erhaltenswertes Waldstück – oder eine spezielle Form davon. Im deutschsprachigen Raum wird mit dem Ausdruck „Bannwald“ allgemein ein Schutzwald bezeichnet (Lawinen-, Felssturz, Murgang- und Hochwasserschutz), oder geschützte Waldgebiete aus Gründen des Natur- und Umweltschutzes oder als Erholungsraum. Die forstwirtschaftliche Nutzung ist weiterhin erlaubt und bei Schutzwäldern sogar ausdrücklich erwünscht, bei Kerngebieten von Naturschutzgebieten aber untersagt. Im § 32 des Waldgesetzes wird der Bannwald in Baden-Württemberg als „ein sich selbst überlassenes Waldreservat“ definiert.
Im Bodenseekreis ist ein Bannwald mit einer Fläche von 35,50 Hektar ausgewiesen. Das entspricht einem Anteil von weniger als einem Prozent der Fläche des Kreises.
| SG-Nr. | Name      | Ort/e           | Größe | Höhe    | TK        | NR | KO         | Aufnahme   | Bemerkung/en                                                                              | Bild |
| ------ | --------- | --------------- | ----- | ------- | --------- | -- | ---------- | ---------- | ----------------------------------------------------------------------------------------- | ---- |
| 100057 | Kohltobel | Deggenhausertal | 35,5  | 570–619 | 8122 8222 | OH | 53.1136015 | 23.09.2004 | Naturnaher und baumartenreicher Tobelwald auf Molassehängen eines abgeschlossenen Talzugs |      |

### Schonwälder
Als Schonwald bezeichnet man in Baden-Württemberg ein geschütztes Waldgebiet, in dem die wirtschaftliche Nutzung des Waldes zwar erlaubt ist, aber gewissen Einschränkungen unterliegt. Der Begriff wird in anderen deutschsprachigen Regionen nicht oder bestenfalls umgangssprachlich verwendet. Schonwald wird in § 32 des baden-württembergischen Waldgesetzes folgendermaßen definiert: „Schonwald ist ein Waldreservat, in dem eine bestimmte Waldgesellschaft mit ihren Tier- und Pflanzenarten, ein bestimmter Bestandsaufbau oder ein bestimmter Waldbiotop zu erhalten, zu entwickeln oder zu erneuern ist. Die Forstbehörde legt Pflegemaßnahmen mit Zustimmung des Waldbesitzers fest.“
Im Bodenseekreis sind zwei Schonwälder mit einer Gesamtfläche von 137,80 Hektar ausgewiesen. Das entspricht ebenfalls einem Anteil von weniger als einem Prozent der Fläche des Kreises.
Die folgende, sortierbare Liste führt alle Schonwälder des Bodenseekreises; Namen und Nummern entsprechen den amtlichen Bezeichnungen.
| SG-Nr. | Name       | Ort/e                    | Größe | Höhe    | TK   | NR | KO         | Aufnahme   | Bemerkung/en | Bild |
| ------ | ---------- | ------------------------ | ----- | ------- | ---- | -- | ---------- | ---------- | --- | ---- |
| 200399 | Gehrenberg | Deggenhausertal Markdorf | 131,0 | 550–677 | 8222 | OH | 53.1136015 | 19.11.2001 | naturnahe Buchen-Tannen-Fichten-Wälder, artenreiche Mischwälder, zahlreiche Stillgewässer und kleinflächiges Vorkommen der Orchideenart Gelber Frauenschuh |      |
| 200290 | Schönbuch  | Deggenhausertal          | 6,8   | 640–720 | 8122 | OH | 53.1136015 | 15.01.1991 | Molasse-Schluchtwald mit reichem Baumartenspektrum und natürlichem Eiben-Vorkommen                                                                         |      |

### Naturdenkmale und Biotope

#### Naturdenkmale
Das Naturdenkmal ist ein unter Naturschutz stehendes Landschaftselement. Dabei handelt es sich um ein Einzelobjekt oder ein Gebiet von geringer Flächengröße bis zu fünf Hektar. Letzteres ist ein Flächennaturdenkmal und als solches klar von seiner Umgebung abgegrenzt. Das Naturdenkmal wird oft als Naturschöpfung bezeichnet, kann jedoch gleichzeitig Zeuge der historischen Kulturlandschaft sein, zum Beispiel markante Einzelbäume oder Aufschlüsse mit besonderen geologischen Bildungen. In Deutschland ist der Schutz von Naturdenkmälern in §28 des Bundesnaturschutzgesetzes und in den Länder-Naturschutzgesetzen verankert. Der Schutz begründet sich durch die Seltenheit, Eigenart oder Schönheit des Naturdenkmals sowie seinen Wert für Wissenschaft, Heimatkunde und Naturverständnis und umfasst ein weitgehendes Veränderungsverbot. Näheres regeln Rechtsverordnungen auf der Grundlage des jeweiligen Landesrechtes.
Im Bodenseekreis sind 28 Flächennaturdenkmäler mit einer Gesamtfläche von 40,46 Hektar und 147 Einzelobjekte mit einer Gesamtfläche von 1,05 Hektar ausgewiesen.

#### Biotope
Ein Biotop ist ein bestimmter Lebensraum einer in diesem Gebiet vorkommenden Lebensgemeinschaft (Biozönose). Biotope sind die kleinsten Einheiten der Biosphäre. Im Bereich des Naturschutzes und der Landschaftspflege werden Biotope aus pragmatischen Gesichtspunkten zu Biotoptypen zugeordnet. Der Biotopschutz ist eine Strategie innerhalb des Naturschutzes. Sein Ziel ist in der Regel die Erhaltung von Populationen gefährdeter und schutzwürdiger Tier- und Pflanzenarten durch besonderen Schutz und Erhalt ihrer Lebensräume. Gegensatz (bzw.: komplementär dazu) ist der (direkte) Artenschutz. Typisches Instrument des Biotopschutzes ist die Ausweisung von Schutzgebieten. Es sollen Gebiete definiert und erhalten werden, in denen der Schutz der Natur Vorrang gegenüber Landnutzungen besitzt, oder in denen zumindest bei der Nutzung die Naturschutzbelange berücksichtigt werden müssen.

##### Übersicht
Aufgrund der Vielzahl von Flächendenkmalen (F), Einzelobjekten (E) und Biotopen (B) wird an dieser Stelle keine Liste geführt und auf die entsprechenden Artikel der einzelnen Städte und Gemeinden verwiesen (→ Details).
|                     | Anzahl F | Gesamtfläche F [ha] | Flächenanteil F [%] a | Anzahl E | Gesamtfläche E [ha] | Flächenanteil E [%] a | Anzahl B | Gesamtfläche B [ha] | Flächenanteil B [%] a | Link zur jew. Liste |
| ------------------- | -------- | ------------------- | --------------------- | -------- | ------------------- | --------------------- | -------- | ------------------- | --------------------- | ------------------- |
| Bermatingen         | 0        | –                   | –                     | 0        | –                   | –                     | 80       | 50,28               | 3,3                   | Details             |
| Daisendorf          | 0        | –                   | –                     | 0        | –                   | –                     | 22       | 16,81               | 6,9                   | Details             |
| Deggenhausertal     | 1        | 0,6                 |                       | 0        | –                   | –                     | 473      | 356,590             | 5,7                   | Details             |
| Eriskirch           | 0        | –                   | –                     | 0        | –                   | –                     | 82       | 520,80              | 35,7                  | Details             |
| Frickingen          | 0        | –                   | –                     | 0        | –                   | –                     | 205      | 92,267              | 3,5                   | Details             |
| Friedrichshafen     | 11       | 10,6                | 0,152                 | 25       |                     |                       | 422      | 673,624             | 9,6                   | Details             |
| Hagnau              | 0        | –                   | –                     | 0        | –                   | –                     | 34       | 37,719              | 12,7                  | Details             |
| Heiligenberg        | 0        | –                   | –                     | 10       |                     |                       | 275      | 142,288             | 3,5                   | Details             |
| Immenstaad          | 0        | –                   | –                     | 2        |                     |                       | 91       | 221,920             | 24,0                  | Details             |
| Kressbronn          | 0        | –                   | –                     | 8        |                     |                       | 140      | 210,58              | 10,3                  | Details             |
| Langenargen         | 0        | –                   | –                     | 9        |                     |                       | 67       | 196,333             | 12,9                  | Details             |
| Markdorf            | 0        | –                   | –                     | 1        |                     |                       | 294      | 170,909             | 4,2                   | Details             |
| Meckenbeuren        | 2        | 6,3                 |                       | 6        |                     |                       | 273      | 109,144             | 3,4                   | Details             |
| Meersburg           | 3        | 6,1                 |                       | 2        |                     |                       | 100      | 70,323              | 5,8                   | Details             |
| Neukirch            | 0        | –                   | –                     | 0        | –                   | –                     | 175      | 178,880             | 6,7                   | Details             |
| Oberteuringen       | 0        | –                   | –                     | 0        | –                   | –                     | 93       | 308,124             | 15,4                  | Details             |
| Owingen             | 0        | –                   | –                     | 1        |                     |                       | 269      | 144,883             | 3,9                   | Details             |
| Salem               | 2        | 2,0                 |                       | 34       |                     |                       | 410      | 190,726             | 3,4                   | Details             |
| Sipplingen          | 2        | 1,9                 |                       | 0        | –                   | –                     | 109      | 155,035             | 36,2                  | Details             |
| Stetten             | 0        | –                   | –                     | 0        | –                   | –                     | 29       | 10,757              | 2,5                   | Details             |
| Tettnang            | 2        | 7,5                 |                       | 16       |                     |                       | 328      | 297,451             | 4,2                   | Details             |
| Überlingen          | 2        | 4,4                 | 0,075                 | 31       |                     |                       | 388      | 238,664             | 4,1                   | Details             |
| Uhldingen-Mühlhofen | 3        | 1,2                 |                       | 2        |                     |                       | 145      | 160,783             | 10,3                  | Details             |
| Bodenseekreis       | 28       | 40,46               | < 1 % b               | 147      | 1,05                | < 1 % b               | 4508     | 4529,526            | 6,8 b                 |                     |

### Allgemein
- Schutzgebietsverzeichnis der Landesanstalt für Umwelt, Messungen und Naturschutz Baden-Württemberg (LUBW)
- Naturraumliste und -karte Baden-Württembergs der LUBW (PDF – 3,18 MB)

### Bann- und Schonwälder
- Bann- und Schonwälder in Baden-Württemberg bei ForstBW
- Datenbank der Naturwaldreservate Deutschlands bei der Bundesanstalt für Landwirtschaft und Ernährung (BLE)